# Hrachor panonský pravý
Hrachor panonský pravý (Lathyrus pannonicus subsp. pannonicus) je vytrvalá vyšší dvouděložná bylina s bílými kvítky řádu bobotvarých čeledi bobovitých vysoká 25 až 45 cm.

## Popis

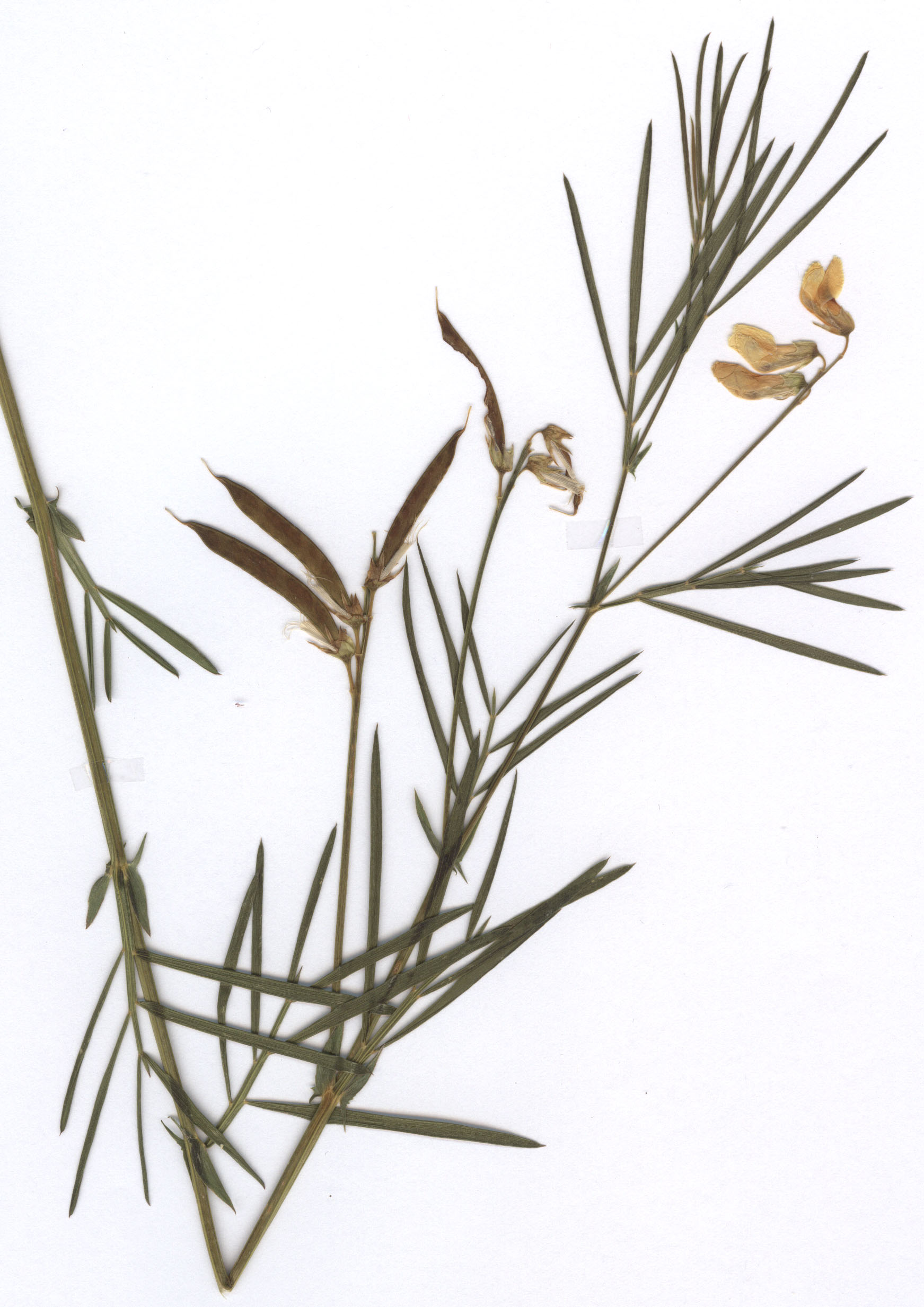
Hrachor panonský pravý

Vytrvalá bylina s krátkými kyjovitými kořenovými hlízkami. Lodyha je 25–48 cm vysoká, čtyřhranná, větvená pouze na bázi nebo ve spodní třetině. Listy jsou dvou až tříjařmé, s krátkými řapíčky, čárkovité, na vrcholu dlouze zašpičatělé, zakončené hrotem. Palisty jsou úzké, polostřelovité. Listeny šídlovité, stopky květenství jsou 5–12 cm dlouhé (tj. dvakrát až třikrát delší než podpůrný list). Květnství nese 1–5 květů. Květy šikmo odstálé, kalich zvonkovitý, zelený. Koruna je 12–20 mm dlouhá, bílá, pavéza narůžovělá s oranžovou skvrnou na bázi čepele, křídla a člunek jsou kratši než pavéza. Plody jsou v podobě čtyř až sedmisemenných lusků. Semena jsou přibližně 2 mm široká, hladká, hnědá s tmavšími skvrnami.

## Ekologie a cenologie
Travnatá místa na loukách a ve starých sadech. Dává přednost střídavě vlhkým, jílovitým půdám (na flyši) a slunečným stanovištím.

## Rozšíření v Česku
Velmi vzácně v mezofytiku ve střední části Bílých Karpat v okolí obce Strání. Lokality v ČR leží na s. hranici areálu druhu. V minulosti se zde vyskytoval na několika mikrolokalitách, po roce 1985 jen 3 populace s velmi malým počtem rostlin. Celkový počet jedinců sotva dosahuje čísla 15. V suprakolinním stupni ve výškách 400–550 m.

## Ohrožení a ochrana
Hrachor panonský pravý patří ke kriticky ohroženým druhům naší květeny, protože je ohrožen zánikem biotopů, stejným způsobem je chráněn i na Slovensku.